# Ateloglossa johnsoni
Ateloglossa johnsoni är en tvåvingeart som beskrevs av West 1924. Ateloglossa johnsoni ingår i släktet Ateloglossa och familjen parasitflugor. Inga underarter finns listade.